# Julian Justvan
Julian Justvan (Landshut, 2 aprile 1998) è un calciatore tedesco, centrocampista del Norimberga.

## Carriera
Cresciuto nel settore giovanile del Monaco 1860, gioca 9 incontri con la seconda squadra in Regionalliga prima di passare al Wolfsburg che lo aggrega alla propria seconda squadra.
Dopo tre stagioni in Regionalliga viene acquistato a titolo definitivo dal Paderborn, con cui debutta fra i professionisti il 20 settembre 2020 in occasione dell'incontro di 2. Bundesliga perso 1-0 contro l'Holstein Kiel.

## Statistiche
Statistiche aggiornate al 17 dicembre 2021.

### Presenze e reti nei club
| Stagione        | Squadra         | Campionato      | Campionato | Campionato | Coppe nazionali | Coppe nazionali | Coppe nazionali | Coppe continentali | Coppe continentali | Coppe continentali | Altre coppe | Altre coppe | Altre coppe | Totale | Totale | Totale |
| Stagione        | Squadra         | Comp            | Pres       | Reti       | Comp            | Pres            | Reti            | Comp               | Pres               | Reti               | Comp        | Pres        | Reti        | Pres   | Reti   |        |
| --------------- | --------------- | --------------- | ---------- | ---------- | --------------- | --------------- | --------------- | ------------------ | ------------------ | ------------------ | ----------- | ----------- | ----------- | ------ | ------ | ------ |
| 2016-2017       | Monaco 1860 II  | RL              | 9          | 2          |                 | -               | -               |                    | -                  | -                  |             | -           | -           | 9      | 2      |        |
| 2017-2018       | Wolfsburg II    | RL              | 30         | 6          |                 | -               | -               |                    | -                  | -                  |             | -           | -           | 30     | 6      |        |
| 2018-2019       | Wolfsburg II    | RL              | 32         | 7          |                 | -               | -               |                    | -                  | -                  |             | -           | -           | 32     | 7      |        |
| 2019-2020       | Wolfsburg II    | RL              | 21         | 7          |                 | -               | -               |                    | -                  | -                  |             | -           | -           | 21     | 7      |        |
| 2020-2021       | Paderborn       | 2L              | 29         | 2          | CG              | 2               | 1               |                    | -                  | -                  |             | -           | -           | 31     | 3      |        |
| 2021-2022       | Paderborn       | 2L              | 18         | 1          | CG              | 1               | 0               |                    | -                  | -                  |             | -           | -           | 19     | 1      |        |
| Totale carriera | Totale carriera | Totale carriera | 139        | 25         |                 | 3               | 1               |                    | -                  | -                  |             | -           | -           | 142    | 26     |        |